# Rostkolibri
Rostkolibri (Selasphorus rufus) är en nordamerikansk fågelart i familjen kolibrier.

## Kännetecken

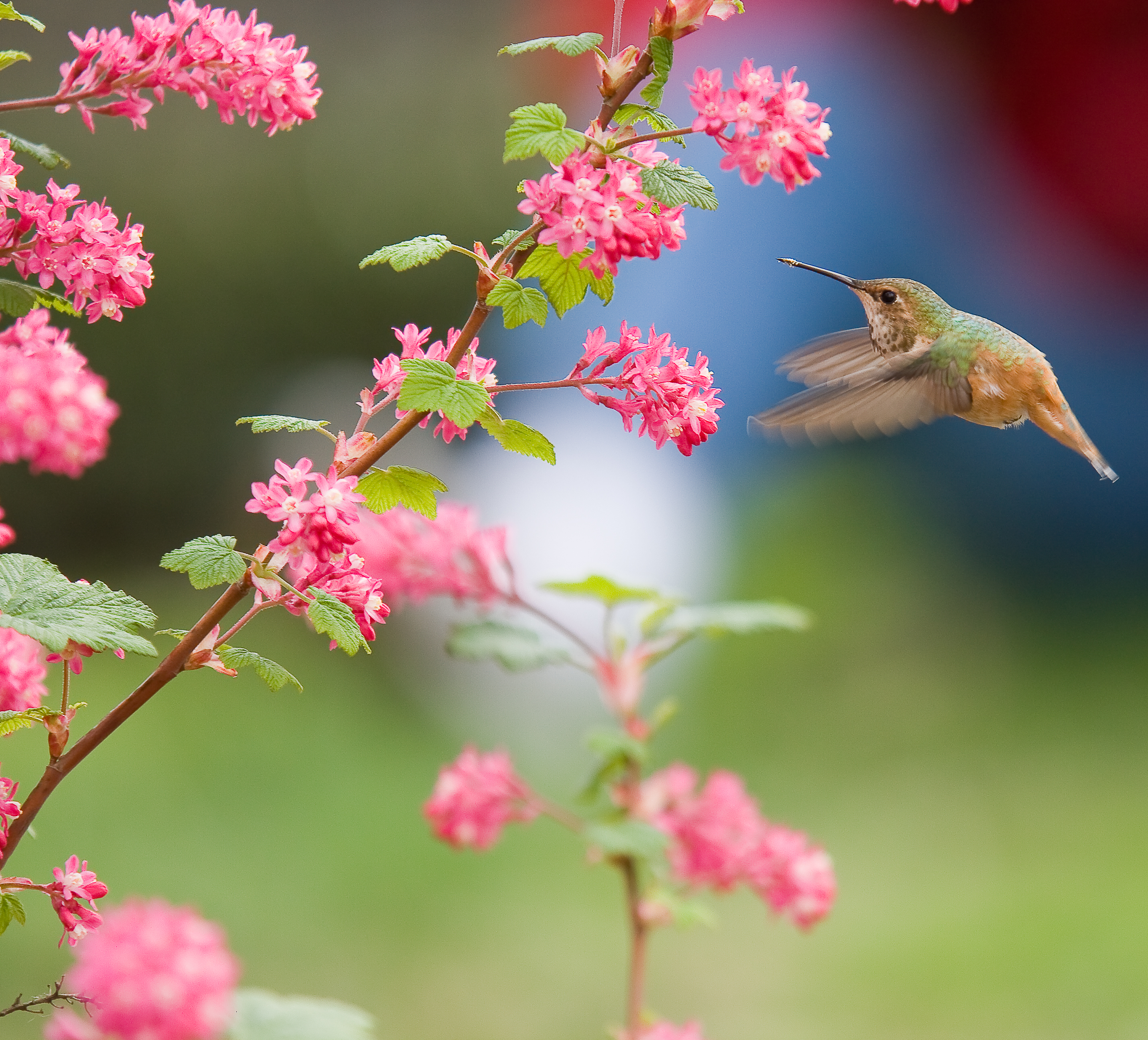

Fågeln väger omkring 2,8-4 gram (med en genomsnittsvikt på cirka 3,4 gram) medan kroppslängden är upp till cirka nio centimeter. Hanen är som namnet antyder rosttonad eller orangeröd, på huvud rygg och buk, medan vingarna är gröna. Honan har endast rostfärgad innerdel av stjärten, i övrigt är hon grön ovan och ljus under, med en liten orangeröd fläck på hakan. 
Rostkolibrin är mycket lik kalifornienkolibri, vars hane vanligtvis har grön rygg, men det kan förekomma hos rostkolibrins hane också. Rostkolibrin saknar kalifornienkolibrins nålsmala yttre stjärtfjädrar, vilket dock kan vara mycket svårt att se i fält.

## Utbredning

Rostkolibrins utbredning, där gult är häckningsområde och blått övervintringsområde.

Rostkolibrin häckar i västra Nordamerika, från södra Alaska till Kalifornien, och övervintrar i Mexiko (speciellt i delstaten Guerrero) eller i Florida (sydöstra USA). Den häckar i öppen barrskog och våtmarksnära skog men under flyttningen kan den ses i varierande miljöer, framför allt alpängar.
Rostkolibrin är den kolibriart som häckar längst norrut och den årliga migrationen mellan de nordligare häckningsområdena och de sydligare övervintringsområdena innebär en flygsträcka på några tusen kilometer, vilket är en mycket lång flyttning för en kolibri.

## Levnadssätt
Fågelns viktigaste föda är nektar, men den tar även små insekter, vilket ger ett tillskott av protein. Det förekommer även att den äter sav från hackspetthål. Hanarna är vanligen revirhävdande och försvarar med stor flit sitt område mot andra hanar. Honan tar ensam hand om bobyggandet och uppfödningen av ungarna. Oftast läggs två ägg, vilka kläcks efter 12 till 14 dagar.

## Status och hot
Arten har ett stort utbredningsområde och en stor population bestående av uppskattningsvis hela 22 miljoner vuxna individer. Den tros dock tros minska relativt kraftigt i antal. Sedan 2018 kategoriserar därför internationella naturvårdsunionen IUCN den som nära hotad (LC).

## Namn
På svenska har arten även kallats rödkolibri.